# Mamica Kastrioti
Mamica Kastrioti was een Albanese prinses uit de Kastrioti-dynastie. Ze was de dochter van Gjon Kastrioti, landsheer van het vorstendom Kastrioti en de zus van de latere volksheld Skanderbeg.

## Biografie
Mamica was een dochter van het adellijk echtpaar Gjon en Vojsava Kastrioti. Mamica trouwde in 1445 met de Albanese edelman Muzaka Thopia, afkomstig uit het Huis Thopia. Dit huwelijk werd opgedrongen door Skanderbeg, waarna Thopia scheidde van zijn gemalin Zanfina Muzaka. Tijdens de bruiloft van Mamica en Thopia vond er een drama plaats toen alle Albanese adellijke families bij elkaar kwamen en ze de begeerde Jerina Dushmani met Lekë Zaharia zagen. Dit zorgde voor een reactie van Lekë Dukagjini, waarna een grote vechtpartij ontstond met vele gewonden.

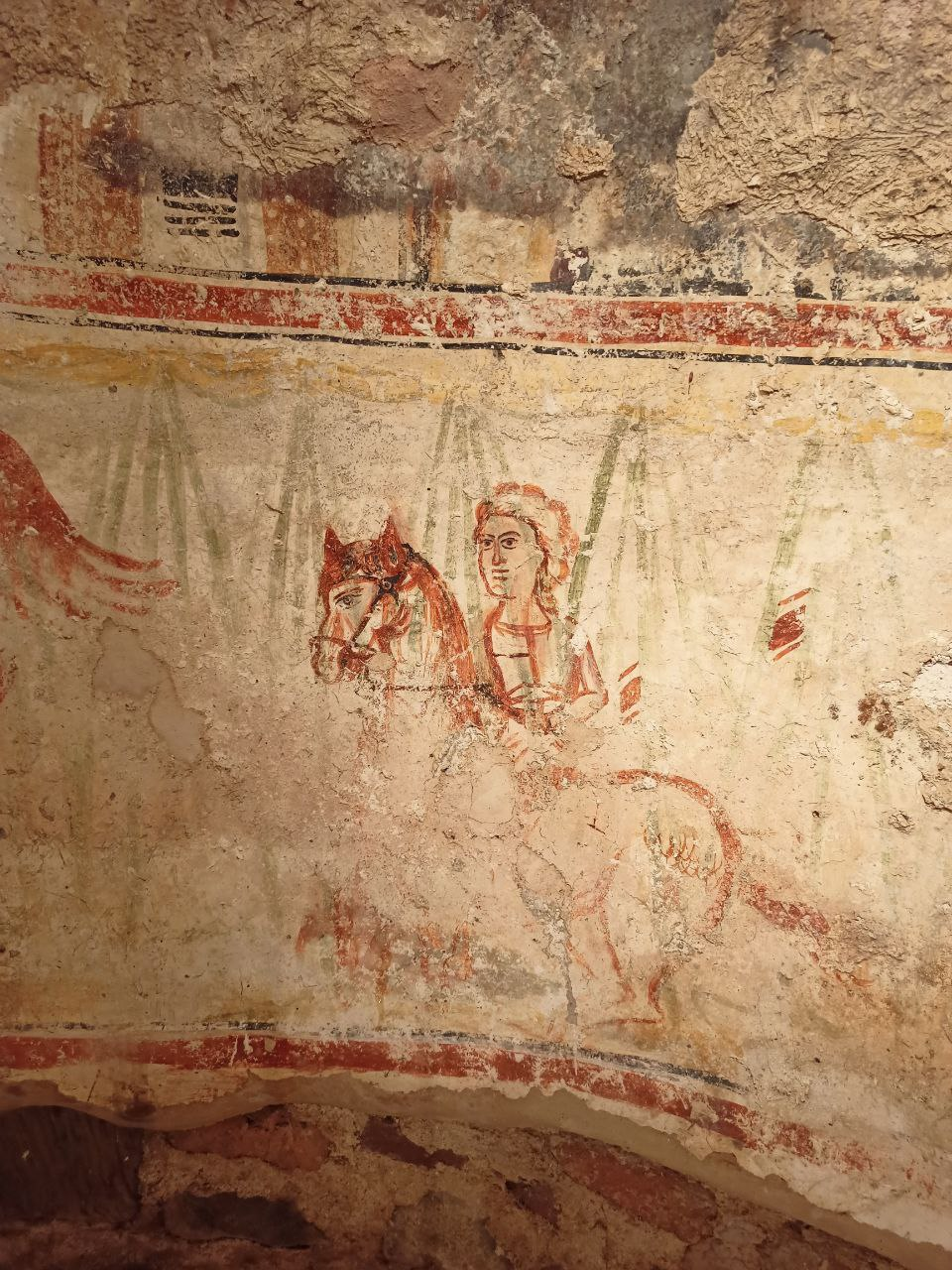
Mamica Kastrioti afgebeeld als Dame in een kerk in Durrës, Albanië.

Tijdens de Albanees-Ottomaanse Oorlog, waar haar broer Gjergj Kastrioti de opperbevelhebber was bij de Liga van Lezhë, was het kasteel in Petrelë, een dorpje in het prefectuur Tirana, onder het bevel van Mamica Kastrioti.Haar gemaal Thopia sneuvelde in 1455 tijdens het Beleg van Berat.